# 赤松則男
赤松 則男（あかまつ のりお、1943年9月9日 - ）は、日本の工学者。徳島大学名誉教授。徳島大学工学部卒業。京都大学大学院工学研究科博士課程電気工学専攻修了。所属学会は電子情報通信学会。

## 経歴
徳島県立城南高等学校を経て、1966年徳島大学工学部電気工学科卒業。大学では陸上競技部に所属し、1964年東京オリンピックで東大工町から徳島駅前まで聖火ランナーを務めた。大学卒業後、京都大学大学院工学研究科博士課程で電気工学を学び1971年に修了し、同年に徳島大学工学部助手に就任。その後、1975年に徳島大学工学部助教授就任、1987年に徳島大学工学部教授に就任。2009年に徳島大学工学部教授を退官し、徳島大学名誉教授の称号を受けた。2020年東京オリンピックでも聖火ランナーに選ばれた。指導学生に満倉靖恵慶應義塾大学理工学部教授など。2023年、瑞宝中綬章受章。

## 著書
- 『ハイブリッド インテェリジェント システムの応用』（1955年、コグニィザンオ コミュニケーション コーポレーション）
- 『バイナリシナプス荷重をもつニューラルネットワークを用いてインクリメンタル学習法によるオンラインの形状認識』（1999年、ニューラルネットワークの産業応用）

### 翻訳
- 『カオスはこうして発見された』（ラルフ・エイブラハム：編著、ヨシスケ・ウエダ：編著、稲垣耕作：訳）